# Tia hoàng hôn ngược

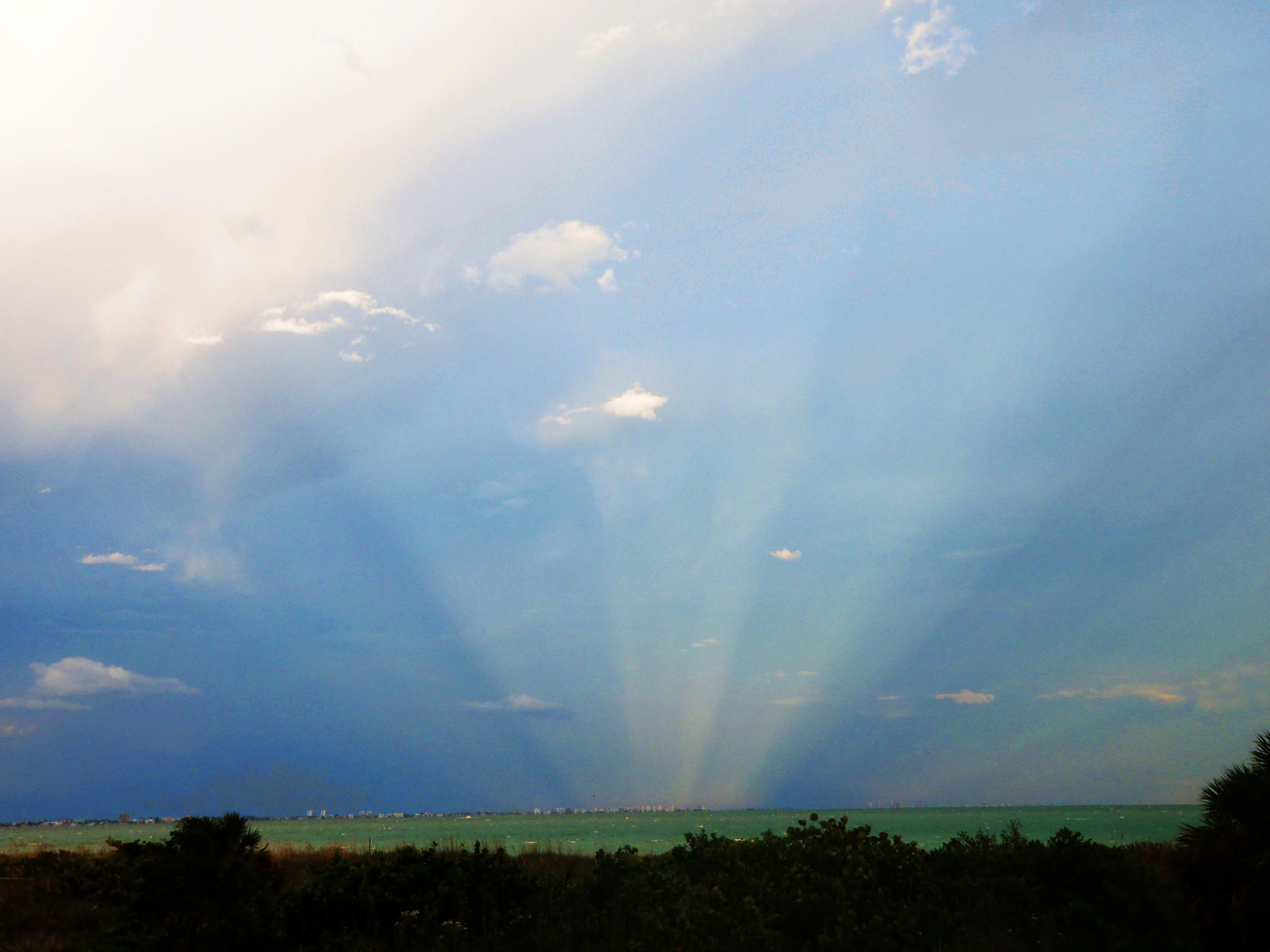
Các tia hoàng hôn ngược xuất hiện đối diện với Mặt Trời lặn ngoài khơi Bờ biển vùng Vịnh của Hoa Kỳ, nhìn từ Florida.

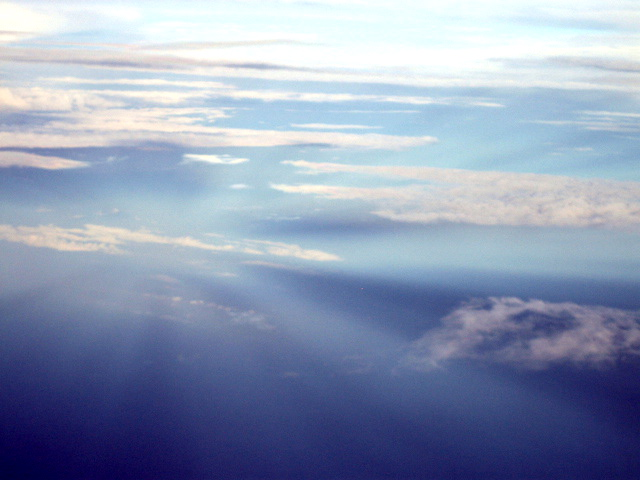
Những tia phản xạ này dường như hội tụ tại điểm đối nhật, khi nhìn từ một chiếc máy bay phía trên đại dương mây.

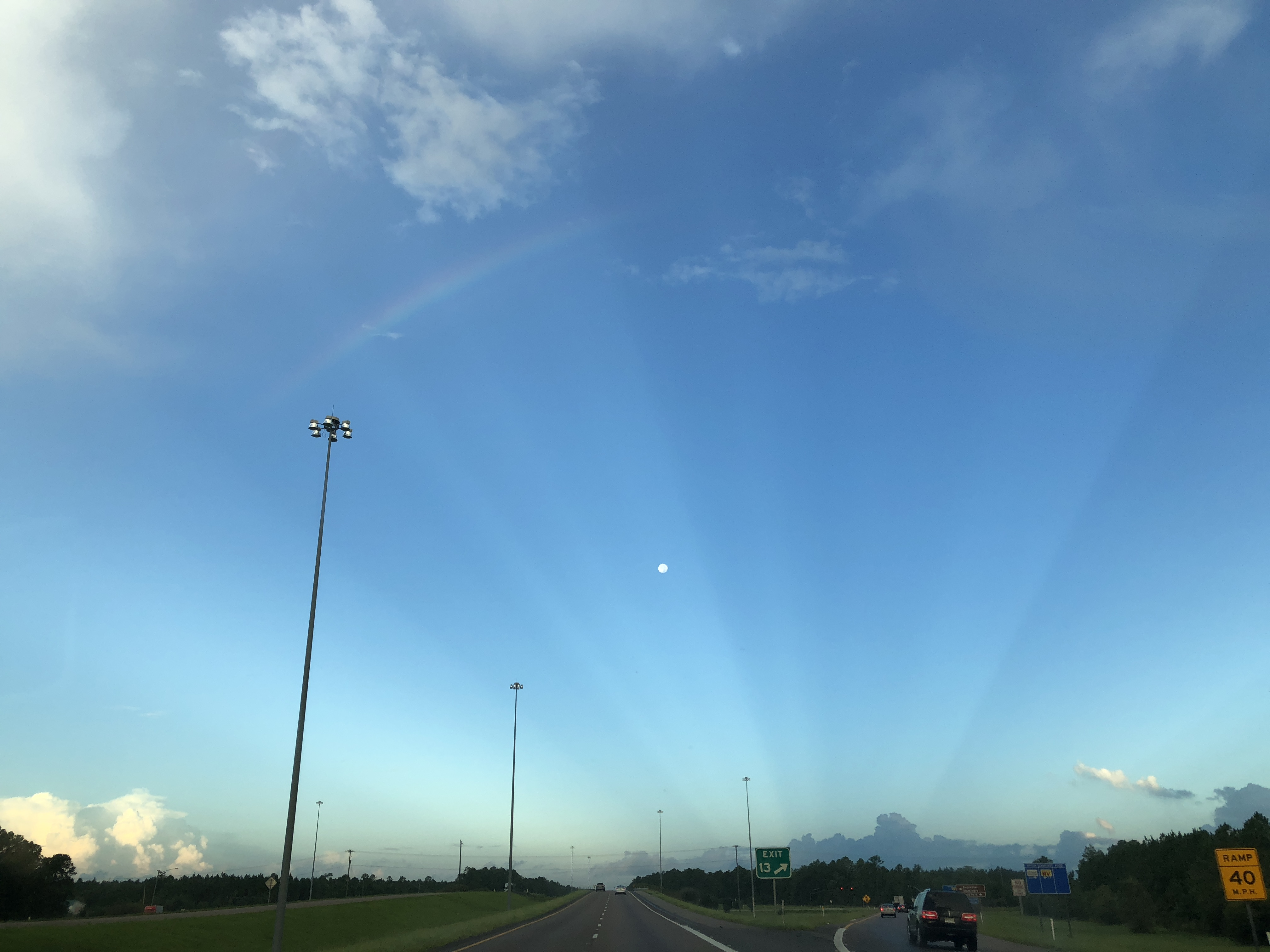
Tia hoàng hôn ngược xuất hiện đối diện với mặt trời mọc và vuông góc với cầu vồng trên Bờ Vịnh Mississippi.

Tia hoàng hôn ngược, hay tia đối nhật, là hiện tượng quang học khí tượng tương tự như tia hoàng hôn, nhưng xuất hiện ở vị trí ngược lại với Mặt Trời ở trên bầu trời. Các tia hoàng hôn ngược cơ bản là có phương song song, nhưng trông như chúng hội tụ về phía điểm đối nhật, hay điểm biến mất, do một ảo ảnh thị giác từ góc nhìn thẳng.

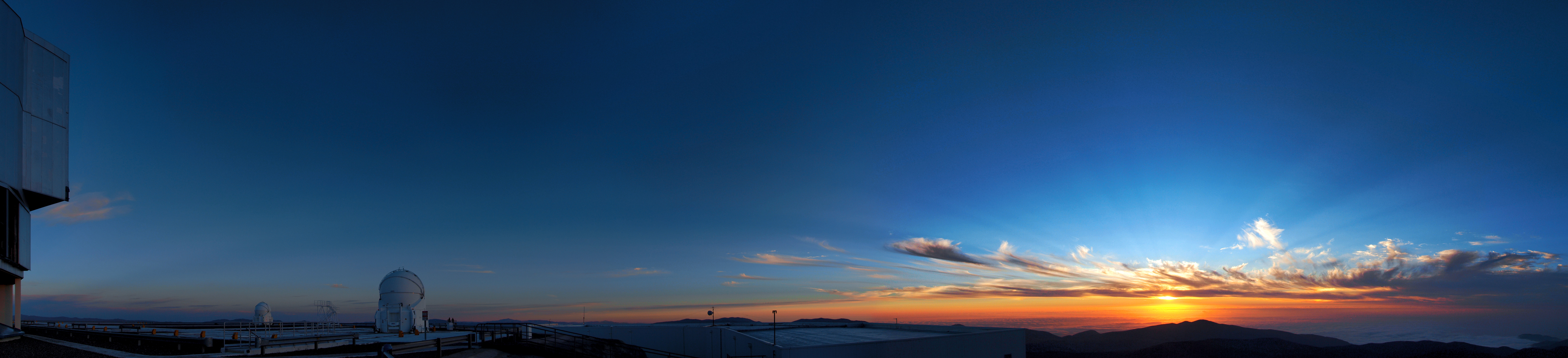
Tia hoàng hôn ngược, ảnh góc chụp chân trời đầy đủ.

Tia hoàng hôn ngược thường được thấy nhất vào lúc Mặt Trời mọc hoặc Mặt Trời lặn. Điều kiện này là do sự tán xạ ánh sáng trong khí quyển, hiệu ứng làm cho chúng xuất hiện thấy được (sự tán xạ ngược), là rõ rệt đối với các góc thấp so với đường chân trời hơn hẳn hầu hết các góc khác. Tia hoàng hôn ngược thì mờ hơn so với tia hoàng hôn vì tán xạ ngược ít hơn tán xạ thuận.
Các tia hoàng hôn ngược có thể nối liền với các tia hoàng hôn, "uốn cong" trên toàn bộ bầu trời theo các vòng tròn lớn (đây cũng là một hiệu ứng do phối cảnh).

## Bóng núi
Một ví dụ thường gặp của một tia hoàng hôn ngược đơn được gây ra bởi bóng của một ngọn núi vào lúc hoàng hôn, khi nhìn từ đỉnh núi. Nó được nhìn thấy có dạng hình tam giác và bất kể hình dạng của ngọn núi, với đỉnh tam giác ở điểm đối nhật.

## Nan hoa bánh xe ngựa
Các tia hoàng hôn ngược đôi khi được nhìn thấy bao quanh bởi cầu vồng. Trong trường hợp này, chúng có thể được gọi là nan hoa bánh xe ngựa.